# ブランドン・ゴームス
ブランドン・ポール・ゴームス（Brandon Paul Gomes , 1984年7月15日 - ）は、アメリカ合衆国マサチューセッツ州フォールリバー出身の元プロ野球選手（投手）。右投右打。現在は、MLBのロサンゼルス・ドジャースでゼネラルマネージャー（GM）を務めている。

## 経歴

### プロ入り前
マサチューセッツ州で生まれ、周囲の多くの人々と同じようにボストン・レッドソックスのファンとして育った。当時憧れていた選手はペドロ・マルティネスで、いつか自分もフェンウェイ・パークのマウンドに立つことを夢見ていた。大学はルイジアナ州ニューオーリンズにあるチューレーン大学に進学。

### プロ入りとパドレス傘下時代
2007年のMLBドラフト17巡目（全体537位）でサンディエゴ・パドレスから指名され、プロ入り。
2009年からの2年間はAA級サンアントニオ・ミッションズで合計116試合に救援登板し、投球回数を大きく上回る数の三振を奪っている。

### レイズ時代
2010年12月17日にジェイソン・バートレットとのトレードで、シーザー・ラモス、コール・フィゲロア、アダム・ラッセルと共にタンパベイ・レイズへ移籍した。
2011年5月3日のトロント・ブルージェイズ戦でメジャーデビュー。
2014年は開幕ロースター入りし、リリーフとして20試合に登板したが、5月19日にAAA級ダーラム・ブルズへ降格した。8月13日にメジャーへ昇格したが、1試合の登板にとどまり、8月16日にAAA級ダーラムへ降格した。9月1日に登録枠が拡大されたため、メジャーへ再昇格した。この年は29試合に登板して2勝2敗・防御率3.71・24奪三振の成績を残した。12月19日にDFAとなり、12月23日にマイナー契約となってAAA級ダーラムへ降格した。
2015年は開幕をAAA級ダーラムで迎えたが、4月18日にメジャー復帰した。メジャーに入ってからは常時、登板機会を与えられ、最終的には自己記録を大きく更新する63試合に投げた。5年連続2勝以上を挙げたが、防御率4.27・FIP4.76という成績で、投球内容は今一つだった。オフの11月20日にDFAとなり、25日にFAとなった。

### カブス傘下時代
2015年12月13日にシカゴ・カブスとマイナー契約を結び、2016年のスプリングトレーニングに招待選手として参加することになった。
2016年は開幕から傘下のAAA級アイオワ・カブスでプレーしていたが、6月9日に自由契約となった。その後はどの球団とも契約しなかったため、2016年が現役生活最後のシーズンとなった。

### 現役引退後
2016年11月よりロサンゼルス・ドジャースの育成部門のスタッフとなった。2017年12月には育成ディレクターへ昇格。2019年にゼネラルマネージャー補佐に昇格。
2022年1月より、ゼネラルマネージャーに就任した。

## 詳細情報

### 年度別投手成績
| 年 度    | 球 団    | 登 板 | 先 発 | 完 投 | 完 封 | 無 四 球 | 勝 利 | 敗 戦 | セ 丨 ブ | ホ 丨 ル ド | 勝 率 | 打 者 | 投 球 回 | 被 安 打 | 被 本 塁 打 | 与 四 球 | 敬 遠 | 与 死 球 | 奪 三 振 | 暴 投 | ボ 丨 ク | 失 点 | 自 責 点 | 防 御 率 | W H I P |
| -------- | -------- | ----- | ----- | ----- | ----- | -------- | ----- | ----- | -------- | ----------- | ----- | ----- | -------- | -------- | ----------- | -------- | ----- | -------- | -------- | ----- | -------- | ----- | -------- | -------- | ------- |
| 2011     | TB       | 40    | 0     | 0     | 0     | 0        | 2     | 1     | 0        | 5           | .667  | 160   | 37.0     | 34       | 3           | 16       | 0     | 1        | 32       | 1     | 0        | 15    | 120      | 2.92     | 1.35    |
| 2012     | TB       | 15    | 0     | 0     | 0     | 0        | 2     | 2     | 0        | 1           | .500  | 83    | 17.2     | 16       | 2           | 12       | 3     | 2        | 15       | 1     | 0        | 12    | 10       | 5.09     | 1.58    |
| 2013     | TB       | 26    | 0     | 0     | 0     | 0        | 3     | 1     | 0        | 0           | .750  | 83    | 19.1     | 18       | 4           | 7        | 3     | 0        | 29       | 1     | 0        | 15    | 14       | 6.52     | 1.29    |
| 2014     | TB       | 29    | 0     | 0     | 0     | 0        | 2     | 2     | 0        | 4           | .500  | 138   | 34.0     | 28       | 5           | 11       | 2     | 0        | 24       | 3     | 0        | 14    | 14       | 3.71     | 1.15    |
| 2015     | TB       | 63    | 0     | 0     | 0     | 0        | 2     | 6     | 1        | 16          | .250  | 245   | 59.0     | 55       | 10          | 15       | 2     | 3        | 44       | 4     | 1        | 28    | 28       | 4.27     | 1.19    |
| MLB：5年 | MLB：5年 | 173   | 0     | 0     | 0     | 0        | 11    | 12    | 1        | 26          | .478  | 709   | 167.0    | 151      | 24          | 61       | 10    | 6        | 144      | 10    | 1        | 84    | 78       | 4.20     | 1.27    |

### 背番号
- 47（2011年 - 2015年）